# エドガル・ソーサ
エドガル・ソーサ（Édgar Alejandro Sosa Medina、1979年8月23日 - ）は、メキシコの男性プロボクサー。メキシコシティ出身。元WBC世界ライトフライ級王者。

## 来歴
2000年4月1日、20歳でプロデビュー。無名時代には、2001年5月5日に後にIBF世界ライトフライ級王者となるウリセス・ソリス（メキシコ）と対戦するが6回判定で敗れている。デビューから10戦目では後にWBO世界ミニマム級暫定王者となるマヌエル・バルガス（メキシコ）と対戦し、8回TKO負けで敗れている。また、後にWBC世界ライトフライ級王者となるオマール・ニーニョ・ロメロ（メキシコ）とも2002年10月19日に対戦し、10回判定で敗れている。
2003年7月3日、NABF北米ミニマム級王者イサック・ブストス（メキシコ）と対戦したが、12回判定負けを喫し王座獲得に失敗した。
2003年9月13日、メキシコライトフライ級王座を賭けてウリセス・ソリスと再戦するが、これにも12回判定で敗れている。
2003年12月12日、ドミンゴ・ギーエン（ドミニカ）を6回TKOに下し、CABOFEフライ級王座獲得に成功した。
2004年6月24日、FECARBOXライトフライ級王座を獲得した。
2005年9月22日、メキシコライトフライ級暫定王座も獲得した。
2006年3月8日、亀田興毅の対戦相手として発表されていたが、2月14日に手の故障を理由にキャンセルしたことが発表された。
2007年4月14日、アラモドームでWBC世界ライトフライ級王座決定戦をブライアン・ビロリア（アメリカ）と行い、12回2-0（114-114、2者が115-113）の判定勝ちを収め王座を獲得した。その後同王座の4連続防衛に成功する。
2008年6月14日、國重隆（ワタナベ）を8回TKOで退け5度目の防衛に成功した。
2008年9月27日、ソニー・ボーイ・ハロ（フィリピン）を判定で下し6度目の防衛に成功した。
2008年11月29日、ファニト・ルビリアル（フィリピン）を7回TKO勝ちを収め7度目の防衛に成功した。
2009年4月4日、ポンサワン・ポープラムック（タイ）を4回TKO勝ちを収め8度目の防衛に成功した。
2009年6月20日、カルロス・メロ（パナマ）を5回TKO勝ちを収め9度目の防衛に成功した。
2009年9月15日、オマール・ソト（プエルトリコ）を6回KO勝ちを収め10度目の防衛に成功した。
2009年11月21日、ロデル・マヨール（フィリピン）に2回TKO負けを喫し11度目の防衛に失敗するとともに、王座から陥落した。
2010年6月5日、ゲレーロ州アカプルコでロベルト・カルロス・レイバとノンタイトル10回戦を行い、2回1分12秒KO勝ちを収め再起に成功した。
2010年8月7日、メキシコシティのアレナ・メヒコでホセ・ルイス・バレラとノンタイトル10回戦を行い、4回1分33秒TKO勝ちを収めた。
2010年9月11日、リアン・ビト（フィリピン）の持つWBCインターナショナルフライ級王座に挑戦し、10回2分5秒TKO勝ちを収め王座獲得に成功した。
2010年11月20日、元OPBF東洋太平洋フライ級王者大久保雅史（青木）と対戦し、12R（3-0）判定勝ちを収め初防衛に成功した。
2011年4月2日、堀川謙一（SF.マキ）と対戦し、8回TKO勝ちを収め2度目の防衛に成功した。
2011年7月2日、フリオ・パス（ウルグアイ）と対戦し、初回KO勝ちで3度目の防衛に成功した。
2011年10月21日、バンコクの国王警護隊第11駐屯地内特設会場でWBC世界フライ級王者ポンサクレック・ウォンジョンカムと対戦し、12回0-3（111-116、2者が110-117）の判定負けを喫し王座獲得に失敗、2階級制覇にも失敗した。 
2012年1月7日、メキシコシティのフォロ・ポランコでロイロ・ゴーレス（フィリピン）と対戦し、7回TKO勝ちで4度目の防衛に成功した。
2012年4月7日、カンクンのオアシスホテルでWBC世界フライ級シルバー王者ウィルベルト・ウィカブとインターナショナル王座の統一戦を行い、ダウンの応酬の末、12回3-0（3者が114-111）の判定勝ちを収めWBCインターナショナル王座の初防衛、WBCシルバー王座獲得に成功した。試合後ソニー・ボーイ・ハロへの挑戦権を獲得した。 
2012年7月28日、日本ランカーの池原繁尊（横浜光）と対戦し、8回池原陣営がダメージの蓄積を考慮し棄権を申し込んだため9回開始時TKO勝ちを収め初防衛に成功した。
2012年10月27日、日本フライ級1位の李明浩（大阪帝拳）と対戦し、12回2-0の判定勝ちを収めた。
2013年3月12日、元IBF世界ライトフライ級王者ウリセス・ソリスと対戦し、2回2分12秒KO勝ちを収め2度目の防衛に成功した。ちなみにソリスとの対戦は3度目で2回いずれもソリスが僅差で勝っているので因縁対決として注目され、リベンジに成功した。勝者のソーサは五十嵐俊幸との指名挑戦者となった。
2013年5月18日、ミチョアカン州シタクアロの闘牛場で元WBA・WBO世界ライトフライ級スーパー王者のジョバンニ・セグラと対戦し、9回にセグラのローブローを浴びた影響はなく10回、11回とソーサが攻勢に出て、12回にセグラの反撃に遭ったものの12回3-0（115-112、116-112、114-113）の判定勝ちを収め3度目の防衛に成功した。試合後八重樫東への指名挑戦者になった。
2013年12月6日、両国国技館でWBC世界フライ級王者八重樫東と対戦するも、王者のアウトボックスに再三の有効打を許し12回0-3（2者が111-117、112-116）の判定負けを喫し、2階級制覇に失敗した。
2014年5月24日、オマール・サリドと再起戦を行い、4回終了TKO勝ちを収め再起に成功した。
2014年11月8日、カルロス・メロと対戦し、10回3-0（3者共に100-90）の判定勝ちを収めた。
2015年5月16日、カリフォルニア州イングルウッドのフォーラムでWBC世界フライ級王者ローマン・ゴンサレスと対戦し、2回2分37秒TKO負けを喫しまたも2階級制覇に失敗した。
2016年9月24日、スタブハブ・センターで元世界2階級制覇王者ドニー・ニエテスとWBOインターコンチネンタルフライ級王座決定戦を行い王座獲得を目指す。

## 獲得タイトル
- CABOFEフライ級王座
- FECARBOXライトフライ級王座
- メキシコライトフライ級暫定王座
- WBC世界ライトフライ級王座（防衛10=名誉王座認定）
- WBCインターナショナルフライ級王座
- WBCフライ級シルバー王座